# 陶寺遺址
陶寺遺址是中國山西省襄汾縣一個龍山文化時期，面積至少達56萬平方米的考古遺址，該遺址於20世紀50年代出土，並於2001年確定中期城址，並出土了宮殿、王陵、城牆、貴族墓園與住宅、宗教禮拜場所，以及懷疑是世上最古老的天象臺，及中國最早文字的遺存。現為全國重點文物保護單位。
一般认为，陶寺遗址属于国家形成的早期阶段，它被认为是可能的尧的都城。

## 位置及佈局
陶寺遺址位於中國山西省襄汾縣城東北七公里的陶寺乡中，分為目前確認了陶寺早期小城址為56萬平方米，年代为公元前2300-前2100年；中期大城址為280萬平方米，年代为公元前2100-前2000年，屬於陶寺文化的一個都邑遺址。陶寺文化晚期（公元前2000-1900年），陶寺城址被平毁，沦为普通大型聚落。

## 發掘情況
陶寺遺址最早於20世紀50年代被初步發現，而真正大規模挖掘工作，則開始於70年代。由於希望尋得夏墟遺址，中國開始在三晉地區一帶進行大規模的考古發掘工作，並於1978年，正式對陶寺地區進行大規模挖掘，並發掘出陶寺城址遺跡，雖然斷定了陶址遺跡分屬於廟底溝二期文化與龍山文化，而非預期中的二里頭文化，但此次挖掘，卻證實了陶寺為最大規模的龍山文化遺址（至少是直至21世紀初期），而且當中出土的城址、墓葬及遺物，更使陶寺遺址的相關研究得以開展，並於21世紀初期能有初步的成果。

## 主要發現

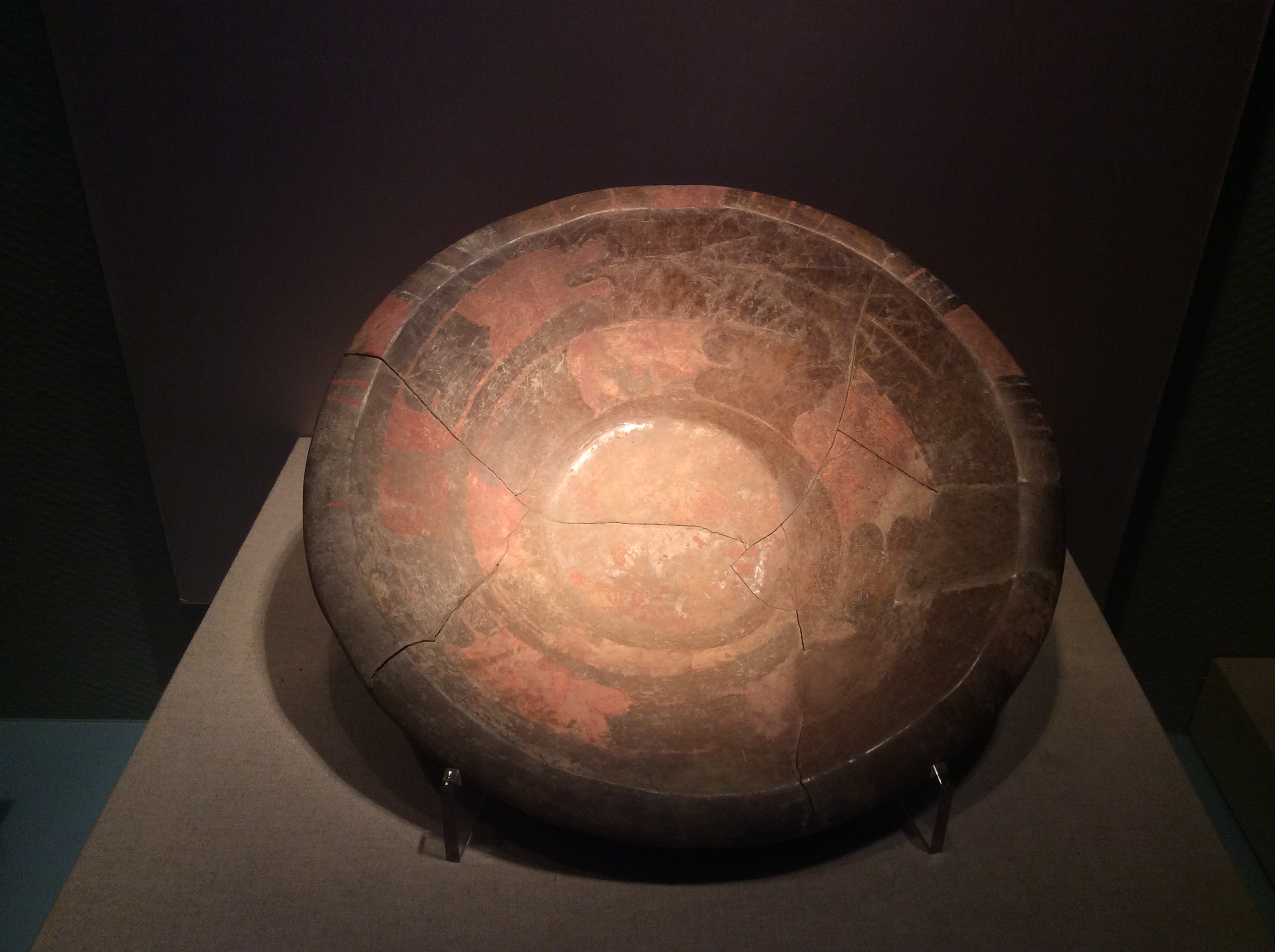
陶寺遗址出土的彩绘蟠龙盘，现藏山西博物院

### 堯舜之都
学者认为该遗址可能是尧的都城。证据包括《書經・虞書・堯典》中提到的观象台，史书中记载的鼉鼓、磬，朱书文字中可能的“尧”字等。

### 宫殿
宫殿区位于早期小城的中南部，其三面有围壕，一面紧靠南墙，面积约5万平方米。

### 朱書文字

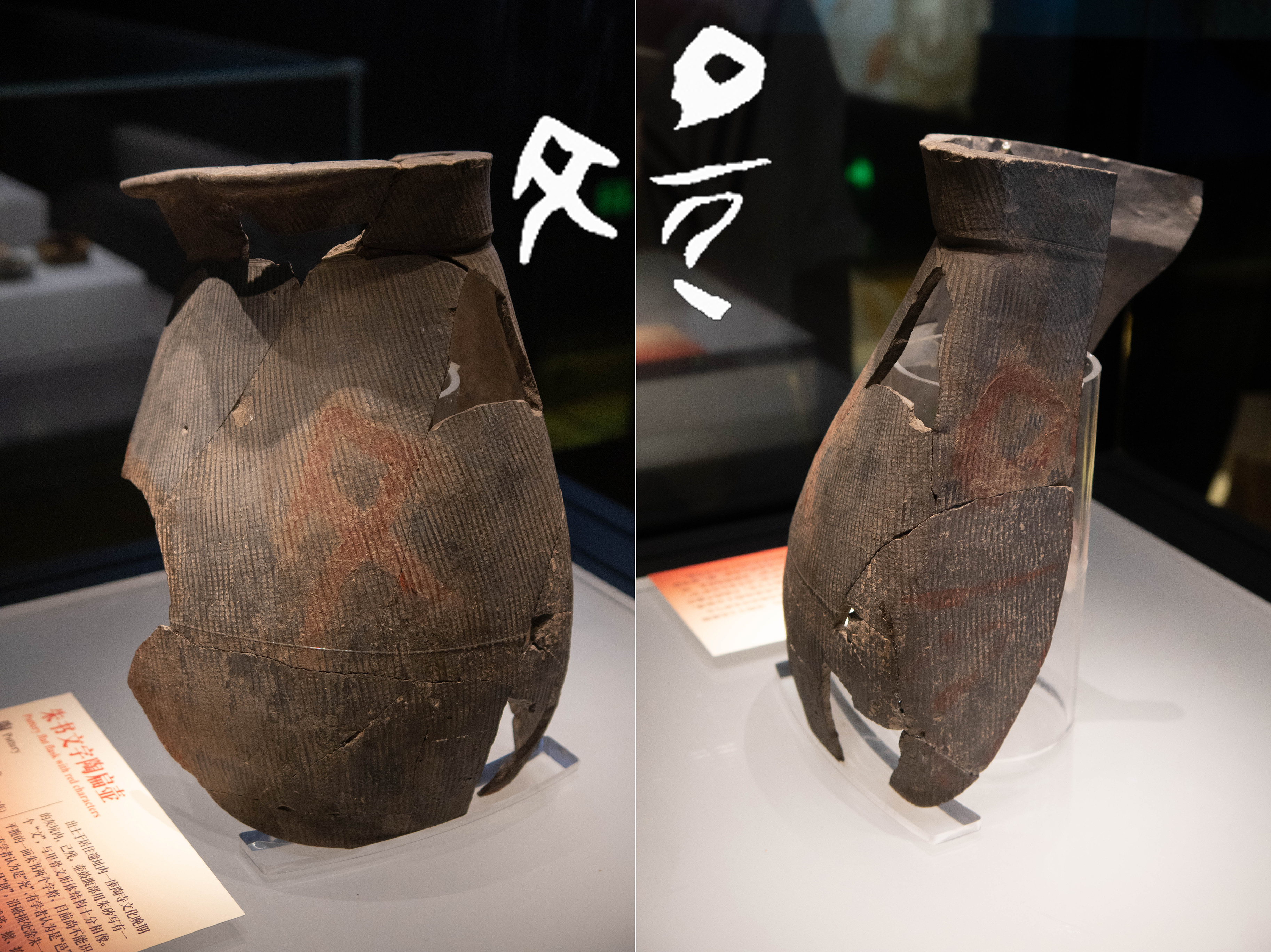
文字出现于朱书扁壶的两面，目前学者普遍认为左面为“文”字，对于右面的符号则有“邑”、“尧”等

中國文字遺物，最早為見於殷墟之甲骨文，然而由於甲骨文無論在字型構造、句式語法等各方面，均已經非常成熟，若然甲骨文便是漢字之祖，則其發展軌跡不免過於突兀，是故有些學者認為甲骨文之前，可能仍有其他更古老之文字存在，而疑似早期文字遺跡之中，便是陶寺遺址中發現的朱書文字為最早。
考古學家於陶寺遺址晚期的灰坑H3403中，出土一破碎扁壺，而壺上明顯帶有兩個特殊紅色圖案（見本條目附圖），經多位學者分別提出考證後，認為此兩個符號，分別代表「文」字及「堯」字。
對於此二字為何會同時出現於扁壺之上，羅琨於《陶寺陶文考》中，認為「文」字在甲骨文中，是對已故先王的尊稱，及至周代的金文，則引伸出「文德之人」之意，則「文堯」有可能便是陶村文化人對帝堯的之尊稱，若然朱書文字得到確認為文字，則漢字的歷史，便得以上推至距今四千年前以上了，而2006年，在IH64區域中，出土了一塊可能是「堯」字一部份的殘破陶片，雖然過於殘破，但於陶器上書寫文字，可能是當時人之風俗，則將來仍有希望能發掘出更多帶有文字的陶片，以破解朱書文字之謎。雖然如此，但是由於朱書文字出土量不多，故亦有學者對這些符號是否文字，提出質疑。
而朱書文字又是如何書寫在扁壺之上的呢？據H3403出土扁壺所見之文字，筆劃之中可見筆鋒，因此可以推測，朱書文字可能是用類似毛筆一類的書寫工具來進行書寫，則毛筆之出現，可能大大早於今日的推定。

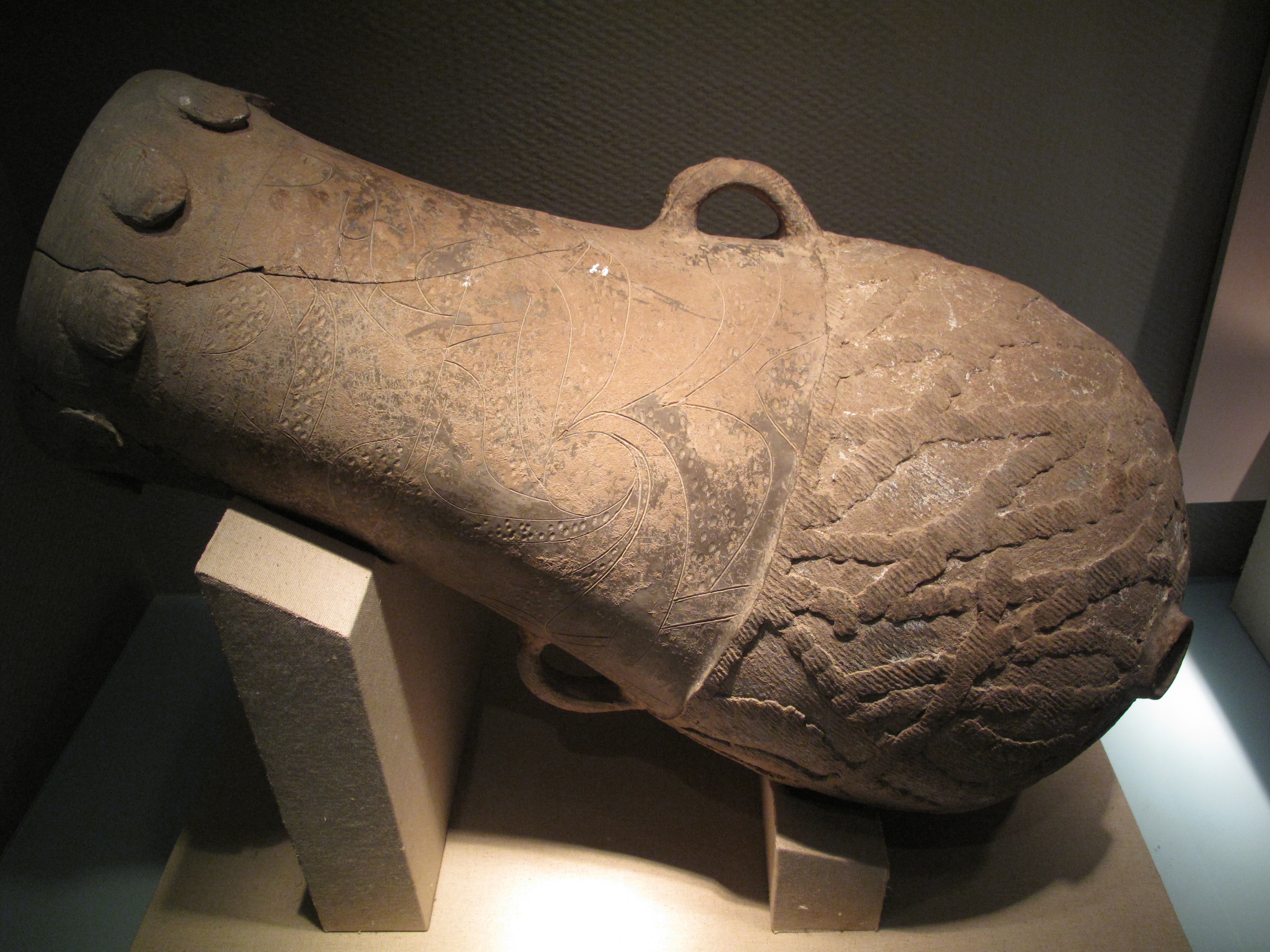
陶寺遗址出土的土鼓

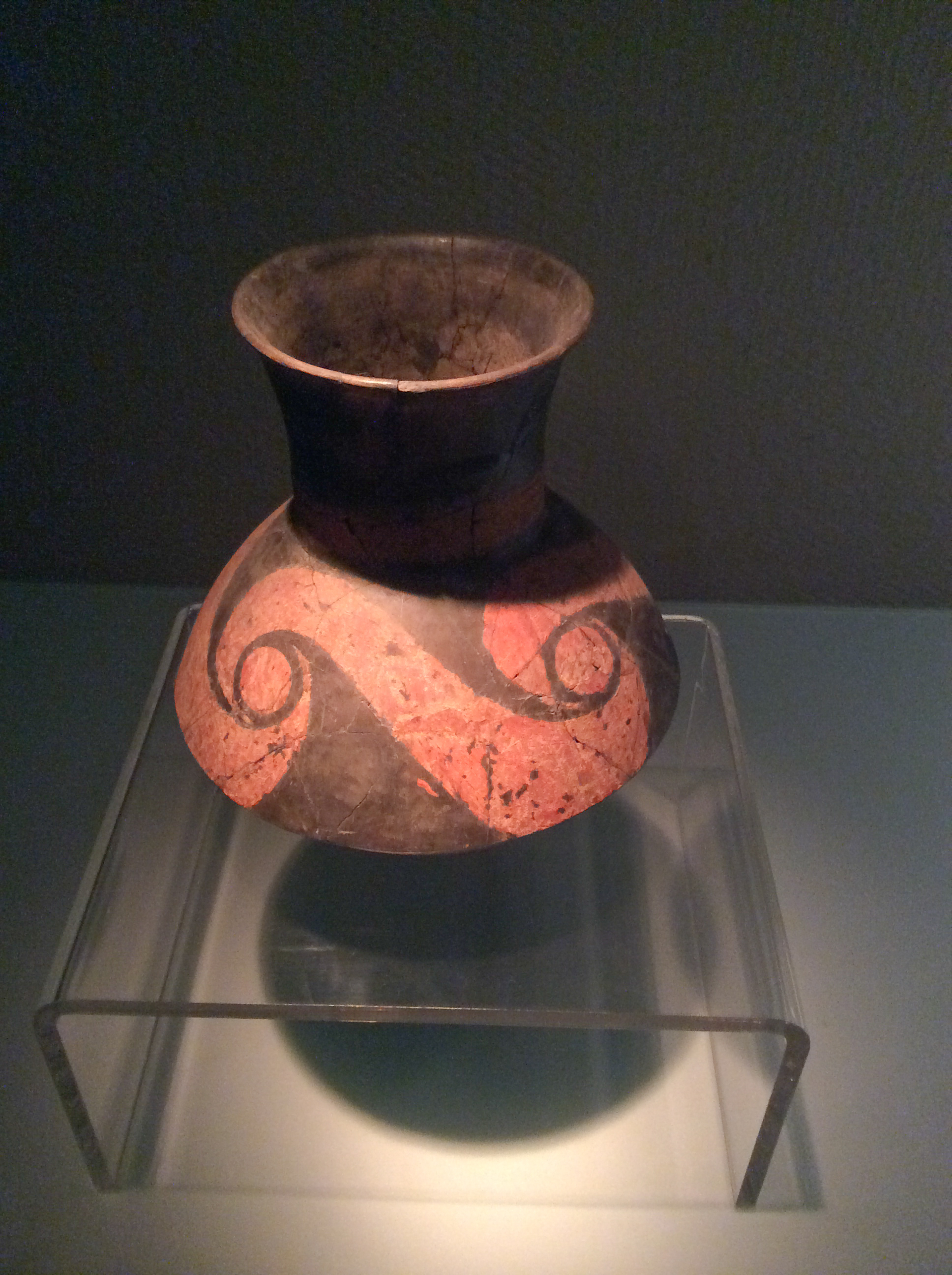
陶寺遗址出土的彩绘陶壶

### 铜器
陶寺遗址共出土了4件铜器 ，分别为铃形器（含铅红铜，M3296 墓，陶寺晚期小墓）、齿轮形器（砷铜，M11墓，陶寺晚期小墓）、环（红铜器，中期贵族墓地内 IIT7464层，捣毁中期墓地形成的墓葬五花土堆积层）和口沿残片（砷铜，宫殿区 IFJT3 的主殿夯土）。 
中華人民共和國學者林梅村等人認為，陶寺文化的青銅冶煉技術最早可能來自阿爾泰山脈的塞伊瑪-圖爾賓諾文化。

### 墓葬
陶寺墓地的墓葬也大致可以分为大型、中型（其中又可以分为3个种类）、小型三大类，每一种类型所占总数的比例分别是5%、8%、87%，从量比关系看是典型的金字塔结构。再从墓扩的大小、有没有葬 具和随葬品的数量和质量来看，大型墓葬的墓扩一般长3米，宽2.75米，墓主人均为成年男性，都使用木棺或者木棺加撑，棺底都铺撒着一层很厚的朱砂。中型墓的墓扩一般长2.50米，宽1.50米，墓主人大多是年轻的女性，个别的为男性，葬具为木棺，女性的多是彩绘的木棺。小型墓葬的墓扩一般长1.50米—1.70米，宽0.50米左右，没有任何葬具。
大型墓葬的随葬品十分丰富，数量一般100多件，最多的达187件。中型墓葬的随葬品数量一般20多件。小型墓葬一般没有任何随葬品。大型墓葬随葬品的种类有陶土鼓、彩绘的木质案板、沮、仓、盘、豆、匣，还有成套的彩绘陶器、石斧、石锌、石链以及形体大、制作精美的石钱和玉绒。其中有5座大型墓葬中还随葬了龙盘、鼍鼓和特别巨大的石磐。中型墓葬的随葬品与性别有密切的关系，年轻女性随葬的以日用品和装饰品为主，成年男性以日用品和生产工具为主。小型墓葬即使有1—2件，也是破旧的陶器或石器。
需要注意的是，所有的墓主人是年轻女性的中型墓葬，几乎毫无例外地分布在大型或者特大型墓葬的两侧，说明这些年轻女性的身份是墓主人的妾，大型墓葬的主人在占领巨额社会财富的同时，也享有更多更年轻的女性。不言而喻，陶寺墓地所表现的等级制度是严格的，每个人所拥有财富的数量悬殊是惊人的，几类墓葬显然已经体现了一种典型的金字塔型的社会结构。

### 中期王级大墓 IIM22
竖穴上坑墓，平面形状呈圆角长方形，墓圹口长5米，宽3.65米，底长5.2米，深约7米，墓向东南，墓壁陡直。

### 中期王级大墓 IIM22 出土漆杆"圭尺"
中期王墓IIM22 的头端墓室东南角，出土一件漆木杆 IIM22:43，复原长度为180厘米。推测该漆杆为圭表日影测量仪器系统中的圭尺，时代为陶寺文化中期（前2100-前2000年）。

## 古「觀象臺」
陶寺遺址還有東亞地區最古老的觀象臺。
陶寺古观象台于2003年发现，距今约4700年。考古學家在陶寺遺址南牆中部的外側發掘出半圓形的基座，可能是用於天象觀測的平台。這個構造包括直徑約為60米的半圓形道路和半圓形夯土平台，平台的直徑42米，面積超過1000平方米，連道路的總面積約為1740平方米，重建後可以看出是有三道夯土的祭壇。
祭壇上有13根夯土柱的痕跡，呈半圓形排列，半徑10.5米，弧長19.5米。站在祭壇的中心，朝向東方可以透過復建後的柱子間縫隙觀看到崇山（Chongfen Mountain）。
原址复原模型证实从第二个狭缝看到日出为冬至日，第12个狭缝看到日出为夏至日，第7个狭缝看到日出为春分、秋分。可通过柱间狭缝观测日出判断節氣，证实了《尚书・虞書・堯典》上所说的“乃命羲和，欽若昊天，曆象日月星辰，敬授人時。”